# Los jóvenes salvajes
Los jóvenes salvajes (título en francés: Les Garçons sauvages, título internacional: The Wild Boys) es una película francesa de 2017 dirigida por Bertrand Mandico. Ambientada a principios del siglo XX en la isla de La Reunión, trata sobre cinco adolescentes varones de familias adineradas que cometen un brutal crimen y son a su vez acogidos por un capitán holandés para su rehabilitación en su destartalado velero, que zarpa hacia una isla tropical en la que serán transformados en secreto en mujeres.

## Reparto
- Vimala Pons como Jean-Louis
- Anaël Snoek como Tanguy
- Diane Rouxel como Huberto
- Mathilde Warnier como Sloane
- Pauline Lorillard como Romualdo
- Sam Louwyck como El Capitán
- Elina Löwensohn como Séverin(e)

## Estreno
La película se estrenó en el 74.º Festival Internacional de Cine de Venecia en el marco de la Semana Internacional de la Crítica y ganó el Premio Mario Serandrei - Hotel Saturnia a la Mejor Contribución Técnica.

## Recepción
The Wild Boys recibió críticas en su mayoría positivas de los críticos tras su lanzamiento. En Rotten Tomatoes, la película tiene un índice de aprobación del 89% según 18 reseñas. En Metacritic tiene una puntuación media ponderada de 64 sobre 100, basada en 5 críticas, lo que indica "críticas generalmente favorables".
Cath Clarke de The Guardian calificó la película como un "drama de intercambio de sexo desinhibido y profundamente extraño". Ella escribió: "Algunos pueden encontrar la película escandalosamente autocomplaciente, pero me atrajo su mundo herméticamente sellado de rarezas, y Mandico presta atención al personaje en un grado en el que los cineastas experimentales a menudo no se molestan. [. . . ] Mandico ha hecho un debut salvajemente extraño, lo suficientemente llamativo como para que te sientes y prestes atención". Andrew Todd de Nacimiento. Películas. Muerte señaló que "también hay una fuerte racha de erotismo en toda la película". Él escribió: "Es el tipo de erotismo que probablemente te haría sentir sucio si realmente cuestionaras lo que estás viendo, pero se logra con tanta inocencia con los ojos abiertos y una textura táctil que ni siquiera piensas en hacerlo".
La revista de cine Cahiers du cinéma clasificó a The Wild Boys en el puesto número 1 en su lista de las diez mejores películas de 2018.